# Нидербронн-ле-Бен (кантон)
Нидербронн-ле-Бен (фр. Canton de Niederbronn-les-Bains) — упразднённый кантон на северо-востоке Франции, в регионе Эльзас, департамент Нижний Рейн, округ Селеста-Эрстен. Площадь кантона Нидербронн-ле-Бен составляла 210,32 км², количество коммун в составе кантона — 19, численность населения 27 928 человек (по данным INSEE, 2012), при средней плотности 133 жителя на квадратный километр (км²).

## Географическое положение
На востоке кантон граничит с кантонами Висамбур и Вёрт (округ Виссамбур), на юго-востоке с кантоном Агно (округ Агно), на юго-западе с кантонами Буксвиллер и Ла-Петит-Пьер (округ Саверн), на западе с кантоном Битш (округ Саргемин, департамент Мозель).

## История
Кантон основан 4 марта 1790 года в ходе учреждения департаментов как часть бывшего «района Виссамбур».
Официальная дата создания кантона — 1793 год. С созданием округов 17 февраля 1800 года, кантон с 1801 года переподчинён в качестве составной части округа Виссамбур.
В составе Германской империи с 1871 по 1919 год существовал имперский район Вайсенбург (Kreis Weißenburg) в пределах имперской провинции Эльзас-Лотарингии без разбиений на города и общины.
С 28 июня 1919 года кантон Нидербронн-ле-Бен стал частью округа Агно.
С 1940 по 1945 год территория была оккупирована гитлеровской Германией.
До административной реформы 2015 года в состав кантона входило 19 коммун. По закону от 17 мая 2013 и декрету от 18 февраля 2014 года количество кантонов в департаменте Нижний Рейн уменьшилось с 44 до 23. Новое территориальное деление департаментов на кантоны вступило в силу во время выборов 2015 года. После реформы кантон был упразднён.

## Консулы кантона
| Период    | Консул           | Должность                                 |
| --------- | ---------------- | ----------------------------------------- |
| 1945—1973 | Nicolas Henrich  | Мэр коммуны Нидербронн-ле-Бен (1953—1971) |
| 1973—1978 | Charles Spiess   | Мэр коммуны Гюндерсоффен                  |
| 1978—1998 | Alfred Pfalzgraf | Мэр коммуны Нидербронн-ле-Бен (1977—1995) |
| 1998—2002 | Frédéric Reiss   | Мэр коммуны Нидербронн-ле-Бен (1995—2002) |
| 2002—2015 | Rémi Bertrand    | Мэр коммуны Юберак (с 1989 года)          |

## Состав кантона
До марта 2015 года кантон включал в себя 19 коммун:
| Код INSEE | Коммуна           | Французское название  | Почтовый индекс | Площадь, км² | Население (2013) | Плотность, чел/км² |
| --------- | ----------------- | --------------------- | --------------- | ------------ | ---------------- | ------------------ |
| 67048     | Битшоффен         | Bitschhoffen          | 67350           | 2,54         | 446              | 175,6              |
| 67083     | Дамбак            | Dambach               | 67110           | 30,5         | 781              | 25,6               |
| 67123     | Энгвиллер         | Engwiller             | 67350           | 3,74         | 482              | 128,9              |
| 67174     | Гюмбрештсоффен    | Gumbrechtshoffen      | 67110           | 5,4          | 1139             | 210,9              |
| 67176     | Гюндерсоффен      | Gundershoffen         | 67110           | 17,55        | 3616             | 206,0              |
| 67238     | Кендвиллер        | Kindwiller            | 67350           | 5,97         | 608              | 101,8              |
| 67291     | Мертсвиллер       | Mertzwiller           | 67580           | 6,96         | 3382             | 485,9              |
| 67292     | Митесайм          | Mietesheim            | 67580           | 8,49         | 648              | 76,3               |
| 67324     | Нидербронн-ле-Бен | Niederbronn-les-Bains | 67110           | 31,4         | 4336             | 138,1              |
| 67340     | Оберброн          | Oberbronn             | 67110           | 21,15        | 1503             | 71,1               |
| 67358     | Офвиллер          | Offwiller             | 67340           | 15,92        | 816              | 51,3               |
| 67388     | Рейшсоффен        | Reichshoffen          | 67110           | 17,6         | 5471             | 310,9              |
| 67415     | Ротбак            | Rothbach              | 67340           | 7,99         | 466              | 58,3               |
| 67496     | Юберак            | Uberach               | 67350           | 2,01         | 1178             | 586,1              |
| 67498     | Юрвиллер          | Uhrwiller             | 67350           | 11,02        | 709              | 64,3               |
| 67502     | Юттеноффен        | Uttenhoffen           | 67110           | 1,95         | 187              | 95,9               |
| 67512     | Ла-Вальк          | La Walck              | 67350           | 0,6          | 1130             | 1883,3             |
| 67536     | Вендстен          | Windstein             | 67110           | 11,97        | 177              | 14,8               |
| 67558     | Зенсвиллер        | Zinswiller            | 67110           | 7,14         | 783              | 109,7              |

В результате административной реформы в марте 2015 года кантон был упразднён. Коммуны переданы в состав вновь созданного кантона Рейшсоффен (округ Агно-Висамбур).